# Octoduro

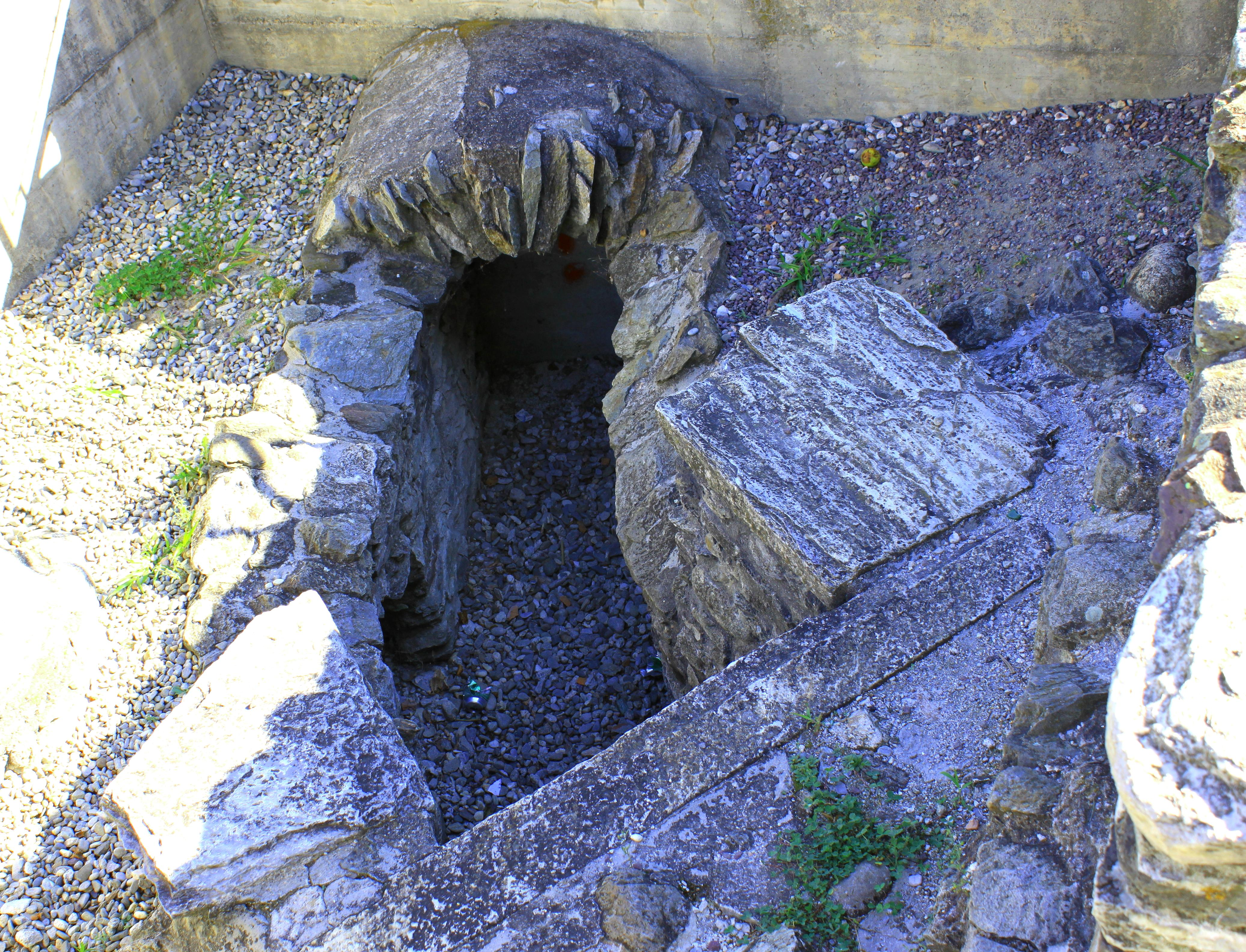
Canalização para as termas

Martigny a Romana é o nome dado pela cidade de Martigny à cidade romana descrita por Júlio César como o local de uma derrota das suas tropas em 57 a.C., mas que se tornou um Fórum Romano no tempo do Imperador Cláudio. Antes tinha sido uma localidade de Gauleses conhecida como Octoduro - do celta Octuduron que depois se veio a chamar Fórum Cláudio Valêncio (em latim: Forum Claudii Valensium)

## Octoduro
Octoduro é a capital dos Gauleses na região atravessada pelo rio Dranse na planície de Martigny, lá onde vem ter o colo do Grande São Bernardo. Em 56 a.C. Júlio César envia a XII Fulminata, que se instala junto ao rio, e entra em conflito com a população local na chamada Batalha de Octoduro. Depois de incendiarem a cidade, retiram-se, e, durante muito tempo, deixam de controlar a estrada do colo. Octoduro foi assim abandonado a favor de Fórum Cláudio Valêncio, mas o seu nome serviu a designar a localidade, e, no Baixo Império, o nome de Octoduro predomina. É assim que em 381, o bispo Teodoro é chamado "bispo de Octoduro" ("episcopus Octodorensis") .

## Fórum Cláudio Valêncio
Desde o século XVI que se assinala a descoberta de antiguidades romanas no Fórum Cláudio Valêncio, e que hoje se chama Martigny. Assim em 1548 inscrições latinas e as ruínas do anfiteatro são interpretadas como sendo as do campo de Octoduro. Em 1789 Chrétien Desloges decifra a abreviatura "F. CL. VAL." inscrita em vários marco quilométrico romano. As primeiras escavações feitas por arqueólogos cantonais tiveram lugar entre 1938-39 e os vestígios situavam-se num sector em plena expansão da cidade .
Cidade romana com todas as suas característica próprias, a cidade estendia-se por 23,5 ha, tinha portícus ou seja passeios cobertos, tinha ruas com 8 a 16,5 m de largura construídas de uma camada de cascalho e cobertas com lages, e isso desde o III século. Imponentes canalizações abobadadas foram construídas para servir as necessidades das termas públicas (ver em Imagens). No centro encontrava-se o Fórum Romano, cuja praça estava rodeada por lojas e por uma basílica, ou seja o tribunal e/ou a sede do governo. Contrariamente à disposição habitual, o templo não tinha uma posição central,mas elevava-se numa pequena praça adjacente. O Anfiteatro romano de Martigny era simples e de dimensões modestas, 76 x 63,7 m, foi construído no  século II.  
O maior domus, parcialmente escavado sobre 900 m2, possuía um jardim com um tanque. A maioria mostrava que uma sala aquecida por hipocausto, o que quer dizer aquecida por baixo.

## Mitreu
Não longe de um Têmeno, foi encontrado um mitreu, santuário a um deus de origem persa dedicado a Mitra, certamente do fim do século II. Encontrava-se na área sagrada, o que testemunha da vitalidade das antigas divindade gaulesas mais ou menos romanizadas, e cuja figura emblemática é uma cabeça do touro com três cornos descoberta na basílica do fórum.
De 23,36 x 8,95 m de aspecto austero construído entre 150 e 200, foi destruído em duas partes, pelos primeiros cristãos, como o demonstraram as escavações feitas
Essa descoberta foi feita em 1993, quando se iniciaram os trabalhos de construção de um edifício de andares, naquilo que seria os caves. Hoje em dia, protegido por uma placa de vidro, faz parte do edifício que para o efeito foi construído sobre colunas. 
Lista dos sítios arquelógicos de Martigny com  :
- Plano da cidade romana
- O passeio arquelógico
- Tepidário
- A Domus do génio doméstico
- Um complexo original: o Têmeno
- Um santuário, o Mitreu
- Local espectacular :o Anfiteatro
- A primeira catedral do Valais

## Imagens

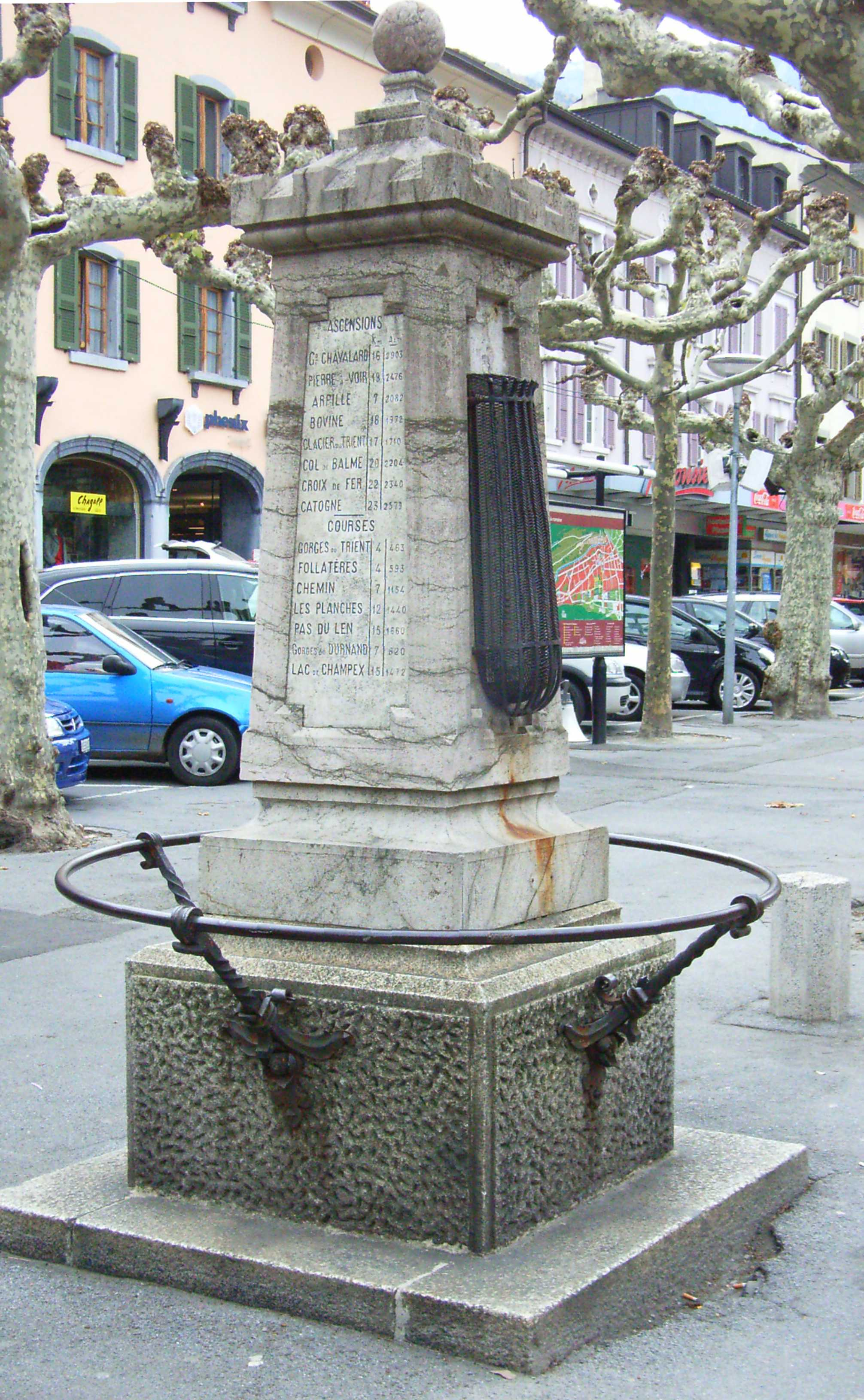
Marco miliário
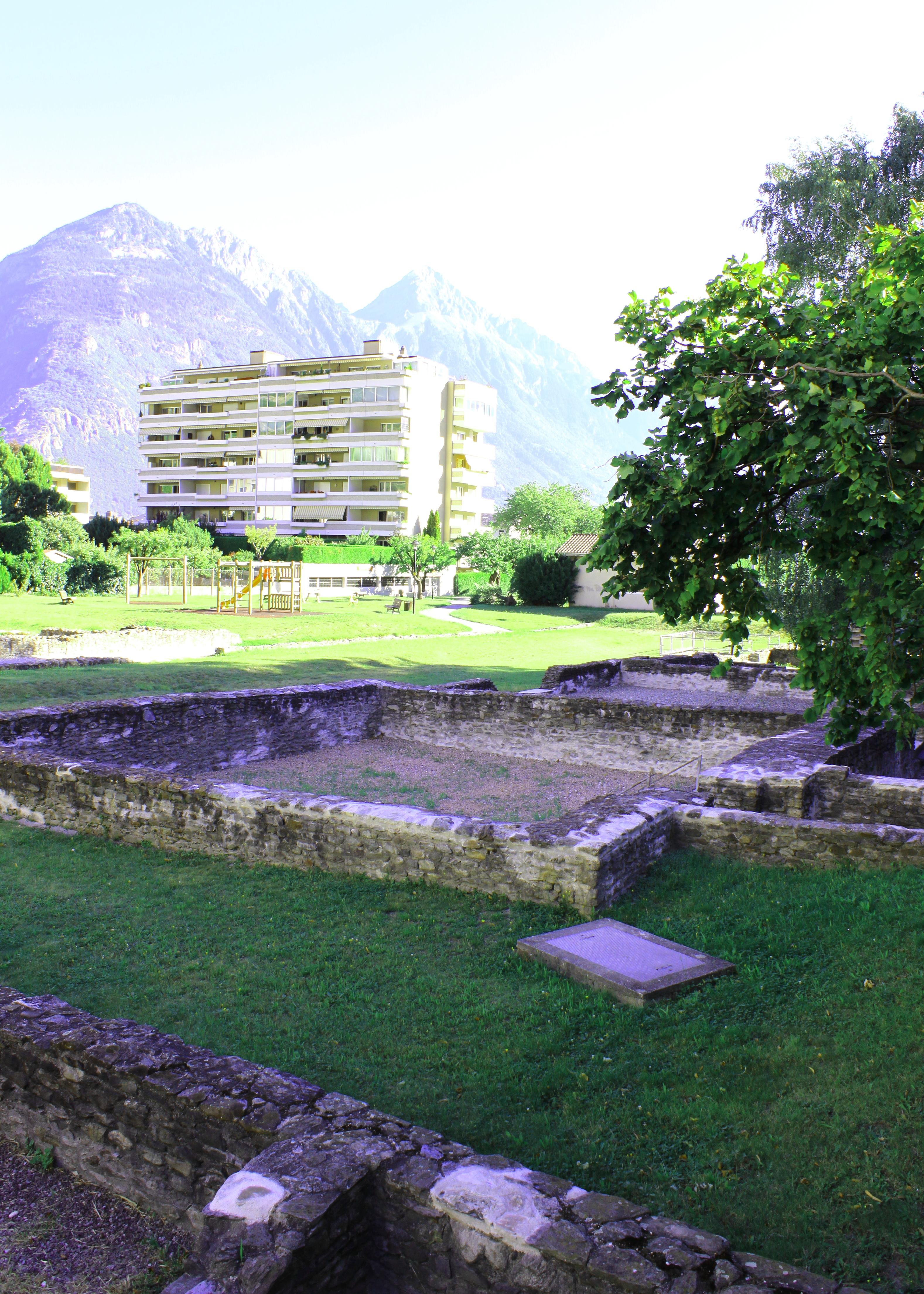
Vestígios de vilas romanas
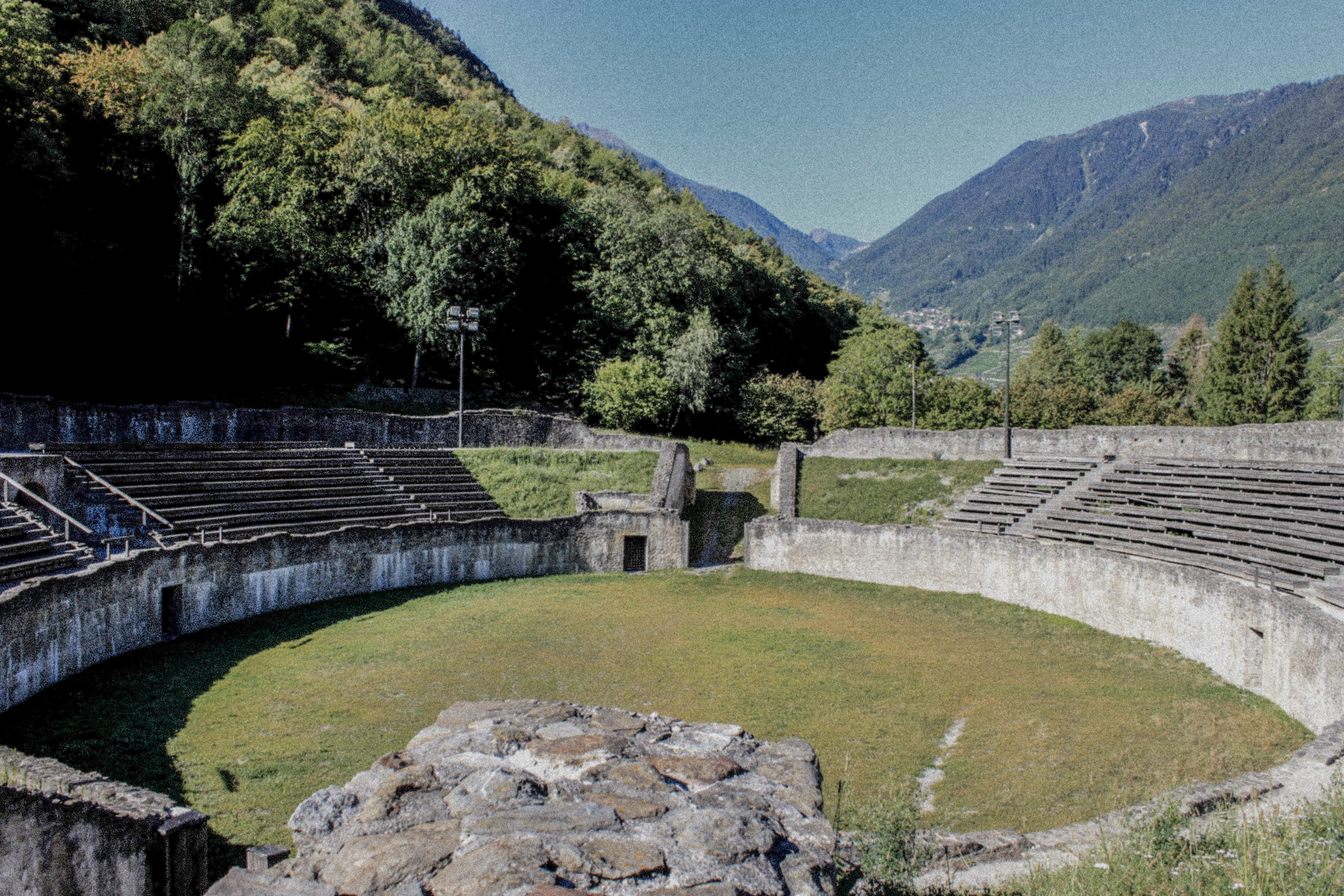
O Anfiteatro

## Ligações Externas
- «Sítio oficial»
- «Fundação Pierre Gianadda» (em francês)